# Lucía Rodríguez (Fußballspielerin)
Lucía María Rodríguez Herrero (meist nur Lucía Rodríguez oder Lucía; * 24. Mai 1999 in Madrid) ist eine spanische Fußballspielerin. Zumeist wird sie als rechte Außenverteidigerin eingesetzt.

## Karriere

### Verein
Lucía Rodríguez begann ihre Laufbahn in der Jugend der Madrider Klubs AD San Pascual Montpellier und EdF Vicálvaro bevor sie 2013 zum Frauenfußballverein Madrid CFF wechselte. Bei diesen debütierte sie in der Saison 2014/15 in der ersten Mannschaft, die zu jener Zeit in der Segunda División spielte. In ihrer ersten Spielzeit erreichte sie mit ihrem Team das Aufstiegsplayoff, scheiterte dort jedoch an Oiartzun KE und auch 2015/16 verlor ihr Klub in der ersten Runde des Playoffs, diesmal gegen UD Tacuense. Daraufhin wechselte Lucía Rodríguez innerhalb der Segunda División zu CD Tacón. Mit ihrer neuen Mannschaft gelangte sie 2017/18 zum dritten Mal in das Aufstiegsplayoff, erreichte das Endspiel, scheiterte diesmal jedoch an EdF Logroño. Im Sommer 2018 unterschrieb Lucía Rodríguez bei ihrem Ex-Klub Madrid CFF, der mittlerweile in der Primera División spielte. Als Stammspielerin auf der rechten Außenverteidigerposition landete sie mit ihrer Mannschaft auf dem 13. Tabellenrang. Im Anschluss unterschrieb Lucía Rodríguez für Real Sociedad, mit denen sie in zwei Saisons einen fünften und einen sechsten Platz in der Meisterschaft erreichte. Im Sommer 2021 wechselte sie zu Real Madrid, deren Frauensektion ein Jahr zuvor aus ihrem ehemaligen Klub CD Tacón hervorgegangen war. Bei den Königlichen konnte sie zunächst mit Kenti Robles um die Spielposition auf der rechten Außenbahn konkurrieren und bestritt in ihrer ersten Saison 25 Liga-, neun Champions League und drei Pokalspiele. Mit Real Madrid erreichte sie das Viertelfinale des kontinentalen Wettbewerbes und beendete die Meisterschaft auf dem dritten Platz. In der Spielzeit 2022/23 wurde sie von Trainer Alberto Toril immer seltener berücksichtigt und kam nur auf 14 Pflichtspieleinsätze. Im Anschluss wechselte Lucía Rodríguez zum Ligakonkurrenten FC Sevilla.

### Nationalmannschaft
Lucía Rodríguez bestritt mit ihrer Landesauswahl die U-17-Europameisterschaft 2015 und gewann durch ein 5:2 im Endspiel gegen die Schweiz den Titel. Nur ein Jahr später stand sie mit ihrer Mannschaft erneut im Endspiel der U-17-EM, scheiterte diesmal jedoch im Elfmeterschießen an Deutschland. Bei der wenig später ausgetragenen U-17-WM stand sie erneut im Aufgebot der Spanierinnen und erreichte nach einer Halbfinalniederlage gegen Japan und einem anschließenden Sieg gegen Venezuela den dritten Platz. Im Anschluss stieg Lucía Rodríguez in die U-19 auf, mit der sie bei der Europameisterschaft 2017 den nächsten Erfolg feiern konnte. Die Ibererinnen erreichten das Endspiel und setzten sich dort mit 3:2 gegen Frankreich durch. Im August 2018 stand sie im Endrundenkader der Spanierinnen für die U-20-Weltmeisterschaft, mit ihrer Mannschaft erreichte sie das Finale, wo die Ibererinnen jedoch mit 1:3 gegen Japan verloren.
Für ein Testspiel gegen Kamerun am 17. Mai 2019 wurde Lucía Rodríguez erstmals in den Kader der A-Nationalmannschaft berufen, kam jedoch letztlich nicht zum Einsatz.

## Erfolge
Nationalmannschaft
- U-19-Europameisterschaft 2017
- U-17-Europameisterschaft 2015